# Yardımlı (rajón)
Yardımlı je rajón na jihu Ázerbájdžánu.